# Yves Menguy
Yves Menguy, né le 1er mai 1877 à Pléhédel (Côtes-d'Armor) et mort le 18 août 1965 à Saint-Malo, est un marin, officier et maire français.

## Biographie
Yves Menguy commence à naviguer en avril 1892, en faisant du cabotage et de la pêche côtière, jusqu'en 1897. Il effectue son service militaire de juin 1897 à octobre 1901, puis suit en 1902-1906 des cours d'hydrographie à l'École nationale de la Marine marchande de Saint-Malo. 
Il embarque en 1904-1905, comme matelot sur le trois-mâts le Saint-Pierre de la Compagnie Ambault du Havre qui fait les voyages de la Martinique et de Saint-Domingue et en sortira avec le grade de lieutenant. Au cours d'un de ses voyages, il subit une très violente tempête où le navire se trouva désemparé au large de Belle-Île. Il fut remorqué par un vapeur jusqu'à Saint-Nazaire et reprit sa route au bout de trois semaines de réparations et après avoir changé son équipage de 14 hommes dont sept étaient restés à l'hôpital, grièvement blessés.
En 1906, il est reçu définitivement et embarque comme second sur le trois mâts Vincennes commandé par Pierre Nœl qui fut nommé sur le Champigny, laissant le commandement à son second avec lequel il effectuera plusieurs voyages dans le Pacifique : Portland (Orégon), San Francisco, Australie, Chili, côte d'Afrique, croisant parfois sur sa route quelques épaves, dont un quatre-mâts chaviré dans le Pacifique, ainsi qu'un trois-mâts avec sa cargaison de bois et abandonné au milieu de l'Atlantique sans membre d'équipage à bord. Il ne quittera ce bateau qu'en 1921 pour le conduire vers le canal de la Martinière près de Paimbœuf, mais il a chassé sur ses ancres durant le parcours et échoua. Les démolisseurs récupèrent la superstructure, et le reste demeura au fond de l'eau. En 1907, il passe pour la première fois le cap Horn sur le Vincennes et passera cet endroit mythique 23 fois dans un sens comme dans l'autre. Ce n'était pas selon lui le point le plus dangereux, mais les fameux cailloux des îles Diego Ramirez, terreur des navigateurs.
En 1923, il prend le commandement d'un remorqueur de sauvetage Tourbillon, ancré dans la rade du Palais à Belle-Île et le 17 mai 1924, le remorqueur Tourbillon, amarré au bassin, dans la manœuvre de départ, est venu aborder le dundee Notre-Dame-de-la-Salette. Ce dernier bateau a subi diverses avaries, le plafond bâbord est enfoncé et les jambettes cassées. Le 24 novembre 1924, le paquebot Malte, est désemparé à 130 miles de Saint-Nazaire avec voie d'eau machines noyées, le Tourbillon l'atteint, met ses pompes en action l'empêchant de couler et avec le concours de l'Iroise, et du Vent le ramène à Saint-Nazaire avec ses passagers. 
À Lorient, le 28 décembre 1924 vers 23 heures, alors que le vent continuait à faire rage sur le littoral, un SOS était recueilli par la station de TSF de Lorient, émanant du vapeur Radium, qui signala sa position par 47° 24' N et 3° 58' O. Immédiatement le vapeur Tourbillon appareillait du port dans cette direction et à 23 heures rejoignait le navire en détresse à 25 milles marins de Lorient. Le Radium avait une voie d'eau qu'il ne pouvait maîtriser, la crépine bouchée ne permettant pas aux pompes d'épuisement de fonctionner. L'équipage du Tourbillon parvint à déboucher la crépine et à minuit un radiotélégramme avisait la préfecture maritime que le Radium continuait sa route. On pense qu'il aura rallié le port de Saint-Nazaire. Il se portera également au secours d'une vingtaine d'autres navires dont le plus spectaculaire est celui du Général de Négrier. Revenant de Gênes où il avait remorqué l'Importali, il reçoit un message lui signalant que le trois-mâts Général de Négrier, ne donne plus signe de vie depuis qu'il avait relâché à Alméria dans le Sud de l'Espagne pour débarquer trois de ses équipiers atteints de la malaria. Ce navire parti de Douala avec son chargement de bois à destination de Sète fut retrouvé par un paquebot de Marseille qui le signale sans grande précision et c'est au bout de huit jours de recherches qu'il tombe sur le voilier à 40 milles au sud des îles d'Hyères, allant à la dérive. Il était en mer depuis 180 jours sans avoir pu demander du secours à la suite du décès de l'opérateur radio. L'équipage était épuisé, n'ayant plus qu'un jour de vivres mais plus une goutte d'eau.
Capitaine chanceux, mais courageux, car il dut à plusieurs reprises aller chercher revolver au poing quelques uns de ses hommes en goguette au fond des bouges, déjà ficelés dans une cave à Shanghaï ou à San Francisco après avoir été embobiné par des commandos de jolies filles, et drogués par des rabatteurs leur faisant miroiter d'autres embarquements mieux payés et moins fatigants. 
En 1927, revenant de Bissao en Guinée portugaise avec en remorque un petit paquebot La Luna, tout l'équipage fut pris de paludisme, mais arriva à tout de même à Bordeaux sans victime.
Puis il quitta la navigation hauturière en 1931 à la suite de la vente du remorqueur et à la disparition de la Société générale d'armement, pour un poste d'officier de port au Havre, puis à Douarnenez, et enfin à Saint-Malo. Il n'eut ni un homme à la mer ni aucun naufrage, pendant toute sa carrière, il était surnommé Capitaine La Chance par ses équipages. 
Au début de l'année 1939, deux anciens élèves de l'école nationale de la Marine marchande de Saint-Malo, Auguste Briand et Louis Allaire rencontrent par hasard leur ancien professeur d'hydrographie, Georges Delannoy, et s’empressent de communiquer la nouvelle aux autres et décident de l'inviter à manger. Le déjeuner a lieu à l'hôtel de l'Univers et rassemble une trentaine de convives tous capitaines au long cours. Au cours du repas, il est décidé de créer une association qui prendra le nom d'Amicale des capitaines au long cours cap-horniers, avec la charge pour Yves Menguy de mettre celle-ci sur pied, avec Auguste Briand et Alfred Jean. Au mois de mai 1939, tout est paré. La Constituante sera un banquet réunissant les 35 adhérents qui à cette occasion en adoptèrent à l'unanimité les statuts dans l'hôtel-restaurant de Marie Turmel Aux ajoncs d'or, rue de l'Orme à Saint-Malo. Le premier bureau sera constitué de Louis Allaire, 1er grand mât, François Hervé et Francis Lhotellier, vice-présidents, Auguste Briand secrétaire, Yves Menguy et Eugène Allée assesseurs. Puis fut créée la revue Le Courrier du Cap. Après la mort d'Allaire, Charles Fourchon deviendra grand mât et à sa mort en 1954, Yves Menguy deviendra le 3e grand mât de l'amicale. L'association devient alors internationale en 1956.
Retraité le 16 juin 1941, il s'installe à Saint-Servan et accepte d'être membre de la municipalité. Il devient adjoint en 1945 et le 23 avril 1953, il est élu maire de Saint-Servan. Il commanda en 1959, au peintre Geoffroy Dauvergne, le Portrait de Charles René Magon de Médine, dit l'amiral Magon pour orner son bureau à la mairie de Saint-Servan qu'il quitte la même année, mais conserve ses fonctions au conseil d'administration de l'École nationale de la Marine marchande de Saint-Malo.
À sa mort, son camarade le capitaine Louis Louvet, secrétaire international de l'AICH, fait ainsi l'éloge funèbre de son ami : « Au moment où, avec ton équipage, ton état-major belge, allemand, anglais, suédois, norvégien, australien, hollandais, finlandais, bordelais, marseillais et tes vieux collaborateurs de Saint-Malo, tu fis flotter le pavillon malouin sur la hampe de l'hôtel de ville de Hambourg, revanchant par l'amitié dans la mer le mal fait par la haine, à ce moment, dis-je, on te donna une belle décoration étrangère. Les délégations  étrangères  emporteront  avec  elles  l'Esprit  de  Saint-Malo, der  Geist  von Saint-Malo, the Spirit of Saint-Malo. »
Avec Yves Menguy disparaît le dernier grand mât français Albatros, c'est-à-dire capitaine ayant commandé au cap Horn. Léon Gautier, qui lui succède, est Malamok, capitaine au long cours dont la jeunesse n'a pas permis qu'il commandât les voiliers sur lesquels il a passé le cap Dur.

## Distinctions
- 7 août 1931 :  Chevalier de la Légion d'honneur.
- Officier de la Légion d'honneur.
- Officier de l'ordre du Mérite maritime le 1er mars 1948[4]
- 21 mars 1955[4]  :  Commandeur de l'ordre du Mérite maritime, remis le 14 juillet par le général Kamp.
- Médaille d'honneur pour acte de courage et de dévouement, bronze.
- juin 1959 :  médaille de 1re classe de l'ordre du Mérite de la République fédérale allemande remise à Hambourg par P.P. Th. Heuss, lors du Congrès de Brême-Hambourg[5],[6].

## Hommages
- La Ville de Saint-Servan donna son nom à l'esplanade du port Solidor le 25 juin 1967 en présence de sa veuve, entourée de leurs trois fils, des membres de la famille et de personnalités locales dont le docteur Pierre Le Merdy, médecin de la Marine, M. Chabot-Morisseau, administrateur de l'Inscription maritime, M. Cauquil directeur de l'École nationale de la Marine marchande, le commandant Léon Gautier grand mât des Cap-Horniers, le commandant Auguste Briand, ancien maire de Saint-Malo, capitaine au long cours, et Marcel Planchet maire de Saint-Servan.
- La promotion des pilotes 1964 a pris le nom du Commandant Yves Menguy, un ancien de L'Hydro.

### Iconographie
- Étienne Blandin, Portrait d'Yves Menguy, huile sur toile, Saint-Malo, musée international du Long-Cours Cap-Hornier.